# Den Borgerlige Velgørenheds Stiftelse
Den Borgerlige Velgørenheds Stiftelse er en fredet bygning i Præstø på det sydøstlige Sjælland. Den blev opført i 1869 for at være et hjem for ældre enker fra middelklassen. Den har været fredet siden 1982.

## Historie
Den Borgerlige Velgørenhedsselskab blev grundlagt i Præstø de 7. maj 1852 med det formål at give økonomisk støtte og husly til ældre, respektable enker fra middelklassen. Byen Præstø tildelte en grund til at opføre en bygning, der stod færdig i 1869. Den indeholdt otte små lejligheder.
Beboerne skulle være mindst 50 år gamle og enker, og deres afdøde mænd eller dem selv skulle have været en del af borgerstanden. I 1899 modtog hver beboer et beløb på 50 kr samt en mængde brænde.
Stiftelsen solgte bygningen til Præstø Kommune i midten af 1980'erne. I 2009 blev den solgt igen og blev renoveret. Den indeholder i dag seks lejligheder.